# Whitfield Diffie
Bailey Whitfield 'Whit' Diffie (Washington, 5 giugno 1944) è un crittografo statunitense.
È uno dei pionieri della crittografia a chiave pubblica e ha pertanto ricevuto il premio Turing 2015.

## Biografia
Riceve la laurea in scienze matematiche al Massachusetts Institute of Technology nel 1965. L'articolo di Diffie e Martin Hellman New Directions in Cryptography, pubblicato nel 1976, risolve uno dei fondamentali problemi della crittografia, lo scambio delle chiavi tra due parti, introducendo il metodo che oggi porta i loro nomi: l'algoritmo Diffie-Hellman. L'opera sarà di grande stimolo allo sviluppo delle ricerche di una nuova classe di algoritmi di cifratura, detti a chiave asimmetrica.
Da direttore della Secure System Research della Northern Telecom, dove progetta l'architettura per l'amministrazione delle chiavi per il sistema di sicurezza PDSO per le reti X.25, si trasferisce nel 1991 presso i laboratori della Sun Microsystem (in Menlo Park, California), dove lavora principalmente sugli aspetti politici della crittografia. Nel gennaio 2008 lavora ancora alla Sun. È membro della Marconi Foundation. Assieme a Susan Landau pubblica il libro Privacy on the Line (1998) sulle politiche delle intercettazioni e della crittografia.

### Onorificenze
Nel 1992 riceve il dottorato honoris causa in scienze tecniche dall'istituto di tecnologia della federazione svizzera. Nel 2000 Hellman e Diffie, per i loro studi sulla crittografia a chiave pubblica e per aver aiutato la crittografia stessa a divenire una materia della ricerca accademica, ricevono la Borsa Marconi, un riconoscimento con premio in denaro che annualmente assegna la Fondazione Marconi (con sede presso la Columbia University) a chi si distingue per gli studi nella scienza e nella tecnologia. Nel 2016 i due sono insigniti del Premio Turing 2015 per i loro contributi fondamentali allo sviluppo della crittografia asimmetrica a della firme digitali, alla base di protocolli di sicurezza di largo utilizzo in Internet in quei decenni.